# Historia del uniforme del Liga Deportiva Universitaria
Liga Deportiva Universitaria se ha caracterizado por utilizar el color blanco en su uniforme. El uniforme fue idealizado en 1930 por Bolívar León uno de los fundadores del club, el primer uniforme tenía camiseta blanca con el escudo del club en el centro del pecho, pantalón blanco y medias azules.

## Antecedentes
En octubre de 1918 se crea el Club Universitario antecedente de Liga Deportiva Universitaria, este club tuvo dos uniformes el primero camiseta blanca con una franja diagonal roja desde el hombro derecho hasta la parte inferior izquierda, pantalón azul y medias blancas, el segundo creado en 1920 camiseta azul con el escudo representando a la Universidad Central del Ecuador un triángulo invertido de fondo azul y rojo con las letras UC en blanco. Estos dos uniformes fueron utilizados de manera alternada hasta la creación oficial de Liga Deportiva Universitaria en 1930.
|  |  |

## Uniforme titular

### Evolución

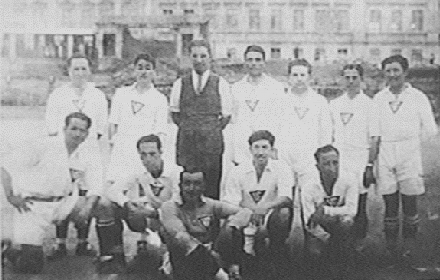
Equipo de 1930.

A lo largo de su historia el uniforme de LDU ha tenido pocos cambios, hay tres etapas por las cuales ha pasado el uniforme, de 1930 hasta 1939 el uniforme estaba compuesto de camiseta blanca con el escudo del club en el centro del pecho, pantalón blanco y medias azules; de 1940 hasta 1996 el uniforme estaba compuesto de camiseta blanca con una gran U roja al lado izquierdo del pecho, pantalón blanco y medias blancas (también se utilizaron medias azules hasta la década de los 50); y a partir de 1997 se cambia la U roja por el escudo del club.
| 1930-1939 | 1940-1996 | 1997-presente |

### Modelos
| 1969-1974 | 1974 | 1975 | 1981 | 1982 | 1984 | 1986 | 1990 | 1993-1994 | 1994 |  |

| 1995 | 1996 | 1997 | 1998 | 1999 | 2000 | 2001 | 2002 | 2003 | 2004-2005 |  |

| 2005 | 2006 | 2007-2008 | 2008 | 2009 | 2010 | 2011 | 2012 | 2013 | 2014 |  |

| 2015 | 2016 | 2017 | 2018 | 2019 | 2020 | 2021 | 2022 | 2023 | 2024 |  |

| 2025 |

| 2008 Final Copa Libertadores Casa Blanca | 2008 Final Copa Libertadores Maracanã |  |

| 1969-1974 | 1974 | 1975 | 1981 | 1982 | 1984 | 1986 | 1990 | 1993-1994 | 1994 |  |

| 1995 | 1996 | 1997 | 1998 | 1999 | 2000 | 2001 | 2002 | 2003 | 2004-2005 |  |

| 2005 | 2006 | 2007-2008 | 2008 | 2009 | 2010 | 2011 | 2012 | 2013 | 2014 |  |

| 2015 | 2016 | 2017 | 2018 | 2019 | 2020 | 2021 | 2022 | 2023 | 2024 |  |

| 2025 |

| 2008 Final Copa Libertadores Casa Blanca | 2008 Final Copa Libertadores Maracanã |  |

| 1969-1974 | 1974 | 1975 | 1981 | 1982 | 1984 | 1986 | 1990 | 1993-1994 | 1994 |  |

| 1995 | 1996 | 1997 | 1998 | 1999 | 2000 | 2001 | 2002 | 2003 | 2004-2005 |  |

| 2005 | 2006 | 2007-2008 | 2008 | 2009 | 2010 | 2011 | 2012 | 2013 | 2014 |  |

| 2015 | 2016 | 2017 | 2018 | 2019 | 2020 | 2021 | 2022 | 2023 | 2024 |  |

| 2025 |

| 2008 Final Copa Libertadores Casa Blanca | 2008 Final Copa Libertadores Maracanã |  |

| 1969-1974 | 1974 | 1975 | 1981 | 1982 | 1984 | 1986 | 1990 | 1993-1994 | 1994 |  |

| 1995 | 1996 | 1997 | 1998 | 1999 | 2000 | 2001 | 2002 | 2003 | 2004-2005 |  |

| 2005 | 2006 | 2007-2008 | 2008 | 2009 | 2010 | 2011 | 2012 | 2013 | 2014 |  |

| 2015 | 2016 | 2017 | 2018 | 2019 | 2020 | 2021 | 2022 | 2023 | 2024 |  |

| 2025 |

| 2008 Final Copa Libertadores Casa Blanca | 2008 Final Copa Libertadores Maracanã |  |

### Modelos especiales
En 2009 el club utilizó un uniforme especial para la Recopa Sudamericana 2009 y otro para la Copa de la Paz 2009, en 2010 por los 80 años del club se creó un uniforme para disputar la Recopa Sudamericana 2010 y la Copa Sudamericana 2010. En octubre de 2017 el equipo utilizó una camiseta rosada como uniforme titular como forma de concientización para la prevención del cáncer de mama.
En julio de 2018 el equipo utilizó una camiseta blanca con mangas negras para celebrar los 10 años de la obtención de la Copa Libertadores 2008. En octubre de 2018 el equipo utilizó una uniforme blanco con detalles rosados como uniforme titular como forma de concientización para la prevención del cáncer de mama. En el mismo mes del mismo año celebrando los 100 años de fundación del Club Universitario antecesor de LDU, el club sacó un uniforme con camiseta blanca con franja diagonal roja, pantalón y medias azules. En octubre de 2019 el equipo utilizó una camiseta blanca, pantaloneta rosada y medias blancas como uniforme titular como forma de concientización para la prevención del cáncer de mama. En octubre de 2021 celebrando los 103 años de fundación del Club Universitario antecesor de LDU, el club sacó un uniforme con camiseta blanca con vivos rojos, un llamativo cuello blanco en las solapas y detalles únicos y que las otras camisetas no tienen. Está una U de color rojo en el pecho y el logotipo que usó Liga en conmemoración a Rodrigo Paz, dirigente vitalicio que falleció en este 2021 en negro, pantalón blanco con vivos rojos y medias blancas con vivos rojos. Además, el equipo utilizó un uniforme con camiseta blanca con vivos rojos, un llamativo cuello blanco en las solapas y detalles únicos y que las otras camisetas no tienen. Está una U de color rojo en el pecho y el logotipo que usó Liga en conmemoración a Rodrigo Paz, dirigente vitalicio que falleció en este 2021 en rosado y los patrocinadores en rosado, pantalón blanco con vivos rojos y medias blancas como uniforme titular como forma de concientización para la prevención del cáncer de mama.
En julio de 2022 el equipo utilizó una camiseta con los detalles rojos con una ‘U’ gigante al estilo clásico de color rojo para celebrar los 14 años de la obtención de la Copa Libertadores 2008. En octubre de 2022 celebrando los 104 años de fundación del Club Universitario antecesor de LDU, el club sacó un uniforme con camiseta blanca con franja diagonal de color azul y un llamativo cuello azul. Además, se destacan detalles en el escudo como el año de fundación como club universitario: 1918. En la parte posterior también se muestra 1918 y 2022 con la ‘U’ entre ambos años. En julio de 2023 el equipo utilizó una camiseta negra con los detalles de plasmados en dorado. Uno de ellos, el estadio Rodrigo Paz Delgado y el sector en donde está ubicado el mismo para celebrar los 15 años de la obtención de la Copa Libertadores 2008. En octubre de 2023 celebrando los 105 años de fundación del Club Universitario antecesor de LDU, el club sacó un uniforme con camiseta de color blanco es el símbolo de la grandeza de una institución centenaria y azul simboliza la eternidad de un equipo que perdurará en el tiempo. Además, se destacan detalles en el sello exclusivo como el año de fundación como club universitario: 1918 en el pecho cuenta con un sello exclusivo, que combina la esencia del pasado con la gloria del presente", añade el club 'azucena'. En mayo de 2024 el equipo utilizó una camiseta azul, pantaloneta azul y medias azules como uniforme titular para celebrar el Mes del Hincha. En septiembre de 2024 celebrando los 106 años de fundación del Club Universitario antecesor de LDU, el club sacó un uniforme con camiseta blanca con rayas verticales rojas con bordes delgados azules vivos, pantalón azul y medias blancas con bordes azules y bordes delgadas rojas. En julio de 2025 el equipo utilizó una camiseta morada, pantaloneta blanca y medias blancas como uniforme titular para celebrar el Mes del Hincha y celebrar los 17 años de la obtención de la Copa Libertadores 2008.
| Recopa Sudamericana 2009 | Copa de la Paz 2009 | Recopa Sudamericana 2010 y Copa Sudamericana 2010 | Copa Libertadores 2013 | Lucha contra el cáncer 2017 | Conmemorativa 10 años del Campeón de la Copa Libertadores | Centenario como Club Universitario | Alternativa 1 2018 | Alternativa 2 2018 | Lucha contra el cáncer 2019 |

| Conmemorativa 103 años del Club Universitario y Lucha contra el cáncer 2021 | 14 años del Campeón de la Copa Libertadores | Conmemorativa 104 años del Club Universitario | 15 años del Campeón de la Copa Libertadores | Conmemorativa 105 años del Club Universitario | Alternativa 2023 | Conmemorativa Mes del Hincha 2024 | Conmemorativa 106 años del Club Universitario | Alternativa 2024 | Conmemorativa Mes del Hincha 2025 |

## Uniforme alternativo

### Evolución
En la mayor parte de su historia el uniforme alterno de LDU ha sido de color rojo con una U blanca al lado izquierdo del pecho este uniforme se utilizó hasta 1996. A partir de 1997 los uniformes alternos han variado usando diferentes y distintos colores como azul, naranja, negro, gris, dorado, celeste y verde, también se cambió la U blanca por el escudo del club.
| Variante 1 | Variante 2 | Variante 3 |

### Modelos desde 1993
| 1993 | 1994 | 1995 | 1996 | 1997 | 1998 | 1999 | 2000 | 2001 | 2002 |  |

| 2003 | 2004-2005 | 2005 | 2006 | 2007 | 2008 | 2009 | 2010 | 2011 | 2012 |  |

| 2013 | 2014 | 2015 | 2016 | 2017 | 2018 | 2019 | 2020 | 2021 | 2022 |  |

| 2023 | 2024 | 2025 |  |

| 1993 | 1994 | 1995 | 1996 | 1997 | 1998 | 1999 | 2000 | 2001 | 2002 |  |

| 2003 | 2004-2005 | 2005 | 2006 | 2007 | 2008 | 2009 | 2010 | 2011 | 2012 |  |

| 2013 | 2014 | 2015 | 2016 | 2017 | 2018 | 2019 | 2020 | 2021 | 2022 |  |

| 2023 | 2024 | 2025 |  |

| 1993 | 1994 | 1995 | 1996 | 1997 | 1998 | 1999 | 2000 | 2001 | 2002 |  |

| 2003 | 2004-2005 | 2005 | 2006 | 2007 | 2008 | 2009 | 2010 | 2011 | 2012 |  |

| 2013 | 2014 | 2015 | 2016 | 2017 | 2018 | 2019 | 2020 | 2021 | 2022 |  |

| 2023 | 2024 | 2025 |  |

| 1993 | 1994 | 1995 | 1996 | 1997 | 1998 | 1999 | 2000 | 2001 | 2002 |  |

| 2003 | 2004-2005 | 2005 | 2006 | 2007 | 2008 | 2009 | 2010 | 2011 | 2012 |  |

| 2013 | 2014 | 2015 | 2016 | 2017 | 2018 | 2019 | 2020 | 2021 | 2022 |  |

| 2023 | 2024 | 2025 |  |

### Modelos especiales
En 2008 por la participación del club en el Mundial de Clubes se creó un uniforme para disputar el torneo, en 2009 el club utilizó un uniforme alterno especial para la Recopa Sudamericana 2009 y otro para la Copa de la Paz 2009. En julio de 2021 celebrando los 13 años de la obtención de la Copa Libertadores 2008, el club sacó un uniforme con camiseta azul marino con un llamativo cuello blanco en las solapas, pantalón blanco y medias azules en honor al uniforme de 1918, aplicando un print que representa el arte colonial de la ciudad de Quito. En 2022 celebrando los 104 años de fundación del Club Universitario antecesor de LDU, el club sacó un uniforme con camiseta azul con franja diagonal de color blanco y un llamativo cuello blanco. Además, se destacan detalles en el escudo como el año de fundación como club universitario: 1918. En la parte posterior también se muestra 1918 y 2022 con la ‘U’ entre ambos años.
| Copa Mundial de Clubes 2008 | Recopa Sudamericana 2009 | Copa de la Paz 2009 | Copa Libertadores 2013 | 13 años del Campeón de la Copa Libertadores | Conmemorativa 104 años del Club Universitario | Alternativa 2022 |

## Tercer uniforme

### Evolución
En 1995, el club utilizó por primera vez un tercer uniforme, este era de color rojo, a partir de 1995 el tercer uniforme ha variado su color. El tercer uniforme es utilizado como alternativa en las competiciones nacionales e internacionales.
| 1995 | Copa Sudamericana 2003 | Copa Libertadores 2004 Copa Sudamericana 2004 | Copa Libertadores 2005 Copa Sudamericana 2005 | Copa Libertadores 2006 Copa Sudamericana 2006 | Copa Libertadores 2007 | Copa Libertadores 2008 | Copa Libertadores 2009 Copa Sudamericana 2009 | Copa Sudamericana 2010 | Copa Sudamericana 2015 |

| Copa Libertadores 2016 | Copa Sudamericana 2017 | Copa Sudamericana 2018 | Copa Libertadores 2019 | Copa Libertadores 2020 | Copa Libertadores 2021 Copa Sudamericana 2021 | Copa Sudamericana 2023 | Copa Libertadores 2024 Copa Sudamericana 2024 | Copa Libertadores 2025 |

| Copa Sudamericana 2008 Campeón de América 2008 |

| 1995 | Copa Sudamericana 2003 | Copa Libertadores 2004 Copa Sudamericana 2004 | Copa Libertadores 2005 Copa Sudamericana 2005 | Copa Libertadores 2006 Copa Sudamericana 2006 | Copa Libertadores 2007 | Copa Libertadores 2008 | Copa Libertadores 2009 Copa Sudamericana 2009 | Copa Sudamericana 2010 | Copa Sudamericana 2015 |

| Copa Libertadores 2016 | Copa Sudamericana 2017 | Copa Sudamericana 2018 | Copa Libertadores 2019 | Copa Libertadores 2020 | Copa Libertadores 2021 Copa Sudamericana 2021 | Copa Sudamericana 2023 | Copa Libertadores 2024 Copa Sudamericana 2024 | Copa Libertadores 2025 |

| Copa Sudamericana 2008 Campeón de América 2008 |

| 1995 | Copa Sudamericana 2003 | Copa Libertadores 2004 Copa Sudamericana 2004 | Copa Libertadores 2005 Copa Sudamericana 2005 | Copa Libertadores 2006 Copa Sudamericana 2006 | Copa Libertadores 2007 | Copa Libertadores 2008 | Copa Libertadores 2009 Copa Sudamericana 2009 | Copa Sudamericana 2010 | Copa Sudamericana 2015 |

| Copa Libertadores 2016 | Copa Sudamericana 2017 | Copa Sudamericana 2018 | Copa Libertadores 2019 | Copa Libertadores 2020 | Copa Libertadores 2021 Copa Sudamericana 2021 | Copa Sudamericana 2023 | Copa Libertadores 2024 Copa Sudamericana 2024 | Copa Libertadores 2025 |

| Copa Sudamericana 2008 Campeón de América 2008 |

| 1995 | Copa Sudamericana 2003 | Copa Libertadores 2004 Copa Sudamericana 2004 | Copa Libertadores 2005 Copa Sudamericana 2005 | Copa Libertadores 2006 Copa Sudamericana 2006 | Copa Libertadores 2007 | Copa Libertadores 2008 | Copa Libertadores 2009 Copa Sudamericana 2009 | Copa Sudamericana 2010 | Copa Sudamericana 2015 |

| Copa Libertadores 2016 | Copa Sudamericana 2017 | Copa Sudamericana 2018 | Copa Libertadores 2019 | Copa Libertadores 2020 | Copa Libertadores 2021 Copa Sudamericana 2021 | Copa Sudamericana 2023 | Copa Libertadores 2024 Copa Sudamericana 2024 | Copa Libertadores 2025 |

| Copa Sudamericana 2008 Campeón de América 2008 |

## Marcas y patrocinios
Desde 2018, Liga Deportiva Universitaria viste la marca alemana Puma. Estas son las marcas de indumentaria deportiva y los patrocinios que ha tenido LDU en su historia.
| Período         | Indumentaria    | Origen                  |
| --------------- | --------------- | ----------------------- |
| 1979 - 1992     | Sin marca       | Bandera de Ecuador      |
| 1993 - 1994     | Dide            | Bandera de Ecuador      |
| 1995 - 1996     | Marathon Sports | Bandera de Ecuador      |
| 1997 - 2017     | Umbro           | Bandera del Reino Unido |
| 2018 - presente | Puma            | Bandera de Alemania     |

| Período                     | Patrocinadores |
| --------------------------- | --- |
| 1979                        | Kodak; Ecuacolor (pantaloneta y buzo de arquero)                                                                   |
| 1980                        | Kodak |
| 1981 - 1984                 | Banco Popular |
| 1985 - 1986                 | Mutualista Pichincha                                                                                               |
| 1987 - 1988                 | Banco de la Producción                                                                                             |
| 1989 - 1991                 | Philips |
| 1992                        | Banco de la Producción; Philips (espalda)                                                                          |
| 1993                        | Orangine; Casa Cobo (manga)                                                                                        |
| 1994                        | Orangine; Almacenes Rickie (manga)                                                                                 |
| 1995                        | Pinturas Wesco; Saeta (mangas); MasterCard (espalda)                                                               |
| 1996                        | Cerveza Club |
| 1997                        | Volvo; Autosueco (espalda)                                                                                         |
| 1998                        | La Lechera de Nestlé; Chocolates Crunch de Nestlé (espalda)                                                        |
| 1999                        | La Lechera de Nestlé; Chocolates Crunch de Nestlé (espalda); Ecuatoriana de Aviación (mangas y pantaloneta)        |
| 2000                        | Parmalat (frente y espalda); Ecuatoriana de Aviación (mangas)                                                      |
| 2001                        | Parmalat |
| 2002                        | Santal de Parmalat; Helados Pingüino (mangas); Parmalat y Hyundai (espalda)                                        |
| 2003 - 2004                 | Siemens Mobile; Almacenes Japón y Pilsener (mangas); Coca-Cola (espalda)                                           |
| febrero-abril de 2005       | Zucaritas de Kellogg's; Pilsener (mangas); Coca-Cola (espalda)                                                     |
| 2005 - 2007                 | Movistar; Pilsener (mangas); Coca-Cola (espalda)                                                                   |
| 2008                        | Holcim; Pilsener (mangas); Powerade (espalda)                                                                      |
| 2009                        | Holcim, Ministerio de Turismo de Ecuador (Copa de la Paz 2009); Chevrolet (mangas); Powerade (espalda)             |
| 2010                        | Holcim; Chevrolet (mangas); Coca-Cola y Diners Club Intenational (espalda)                                         |
| 2011                        | Diners Club International; Chevrolet (mangas); Coca-Cola (espalda)                                                 |
| 2012                        | Diners Club International; Chevrolet (mangas); Coca-Cola y Discover (espalda)                                      |
| 2013                        | Discover; Chevrolet (mangas); Coca-Cola y DirecTV (espalda); Roland (medias)                                       |
| 2014                        | Budweiser y Chevrolet; Chevrolet y DirecTV (mangas); Tropical y Discover (espalda); Roland (medias)                |
| 2015                        | Chevrolet; DirecTV (mangas); Tropical y Discover (espalda); Roland (medias)                                        |
| 2016                        | Chevrolet; DirecTV (mangas); Powerade y Discover (espalda); Roland (medias)                                        |
| 2017                        | Chevrolet; DirecTV (mangas); Discover (espalda); Roland (medias)                                                   |
| octubre de 2017             | Chevrolet; DirecTV (mangas); Roche, Discover (espalda); Roland (medias)                                            |
| 2018                        | Chevrolet; Discover (espalda); Pilsener (espalda)                                                                  |
| 2019                        | Banco Pichincha; Pilsener (mangas); Discover, Marathonbet (espalda)                                                |
| octubre y noviembre de 2019 | Banco Pichincha, Roche; Pilsener (mangas); Discover, Marathonbet (espalda)                                         |
| 2020                        | Banco Pichincha; Pilsener (mangas); Discover, GolTV (espalda)                                                      |
| 2021                        | Banco Pichincha; Mazda (hombros); Pilsener (mangas); CNT, Discover (espalda); Saludsa                              |
| 2022                        | Banco Pichincha, Mazda, Ecuabet; Mazda (hombros); Pilsener (mangas); Universidad Indoamérica, Discover (espalda)   |
| 2023                        | Banco Pichincha, Ecuabet; Chery (hombros); Pilsener (mangas); Universidad Indoamérica, Discover (espalda)          |
| 2024                        | Banco Pichincha, Ecuabet; Chery (hombros); Pilsener (mangas); Universidad Indoamérica, Discover (espalda)          |
| 2025                        | Banco Pichincha, Ecuabet; Terrawind Global Protection (mangas); Splendor, Discover, Seguros Constitución (espalda) |